# Georeaktor
Georeaktor – hipoteza zaproponowana przez J. M. Herndona mówiąca, że w środku Ziemi od jej powstania znajduje się kula o znacznej koncentracji uranu, w której zachodzi reakcja rozszczepienia uranu. Energia rozszczepienia miałaby być źródłem energii podgrzewającej wnętrze Ziemi oraz tworzenia pola magnetycznego Ziemi. Hipoteza ta nie jest uznawana przez geofizyków ani geologów. 

## Hipoteza
Twórca koncepcji twierdzi, że ma ona swoje potwierdzenie w tym, że wychwycono pierwsze ziemskie antyneutrina, oraz w symulacjach komputerowych na superkomputerach, których wyniki potwierdziły, że ilość ciepła wytwarzanego z georeaktora jest równa ilości ciepła docierającego z wnętrza Ziemi.

## Poglądy geofizyki
Obecne teorie geofizyczne głoszą, że zawartość uranu w jądrze Ziemi jest niewielka. Wprawdzie uran jako pierwiastek ma dużą gęstość, znacznie większą od żelaza i niklu, ale w tak wysokich temperaturach nie ulega on oddzieleniu od żelaza i niklu, przez co jego koncentracja powinna być jednakowa w całym jądrze Ziemi. 